# Bombardeo de Torrebaja
El bombardeo de Torrebaja (de 26 de noviembre de 1938) fue un ataque aéreo realizado durante la guerra civil española por la aviación del bando sublevado sobre Torrebaja, población de la provincia de Valencia (Comunidad Valenciana, España).

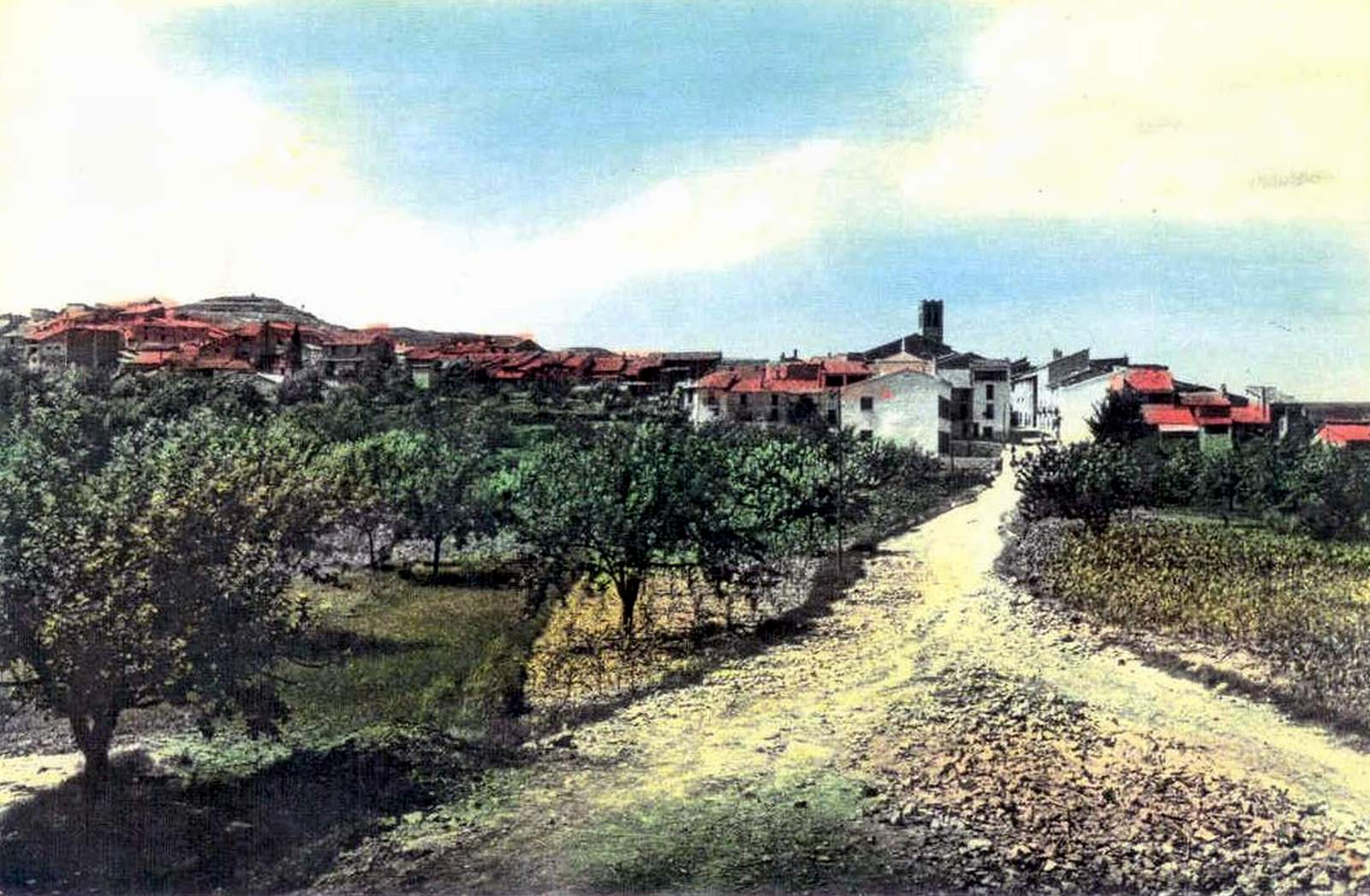
Vista parcial (meridional) de Torrebaja, con detalle del camino del río Ebrón (hoy, avenida de la Diputación), ca. 1965 [Postal comercial coloreada de la época].

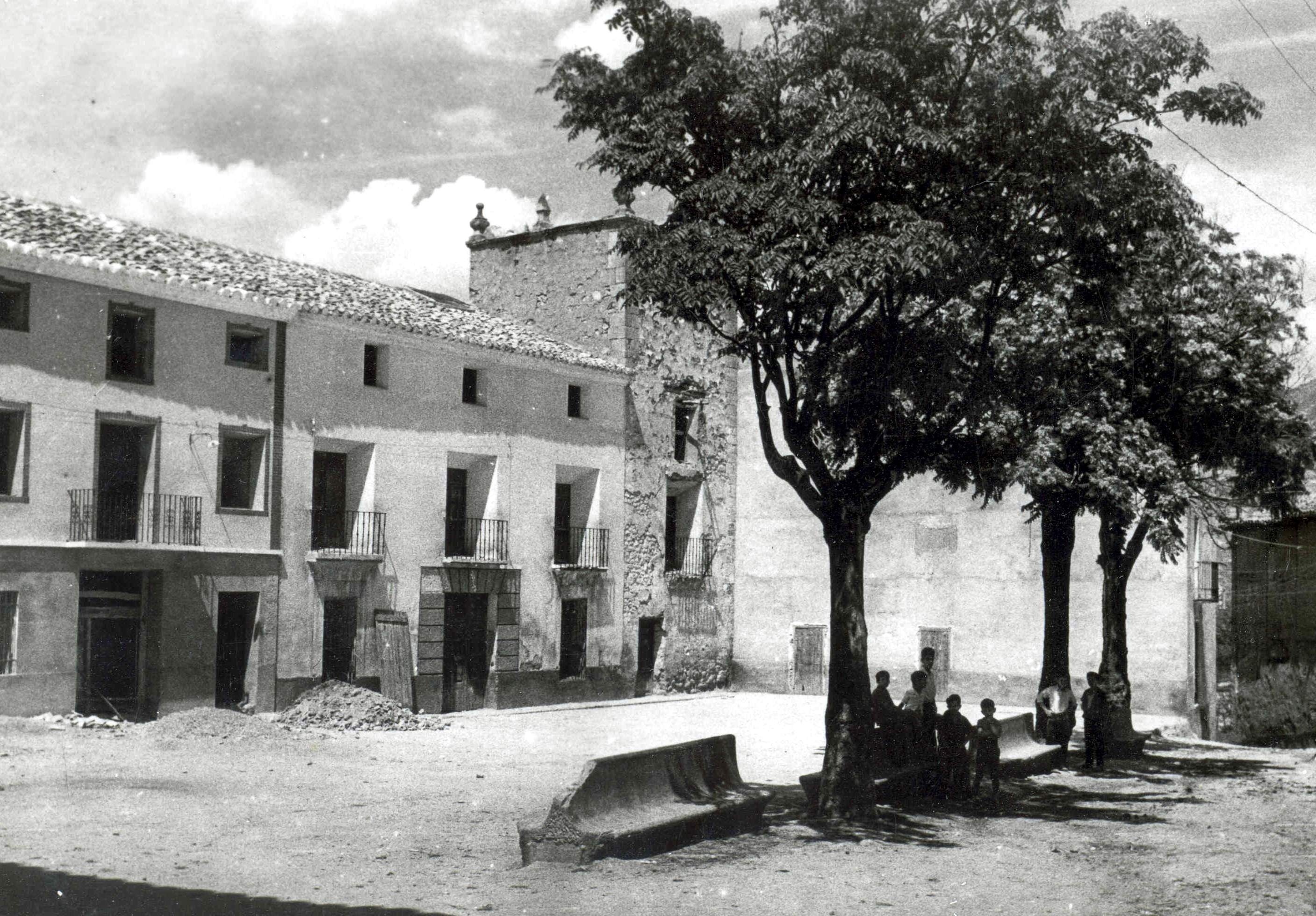
Vista parcial (suroccidental) de la plaza de Ramón y Cajal (hoy, plaza del Ayuntamiento) de Torrebaja, ca.1960 [Postal comercial de la época].

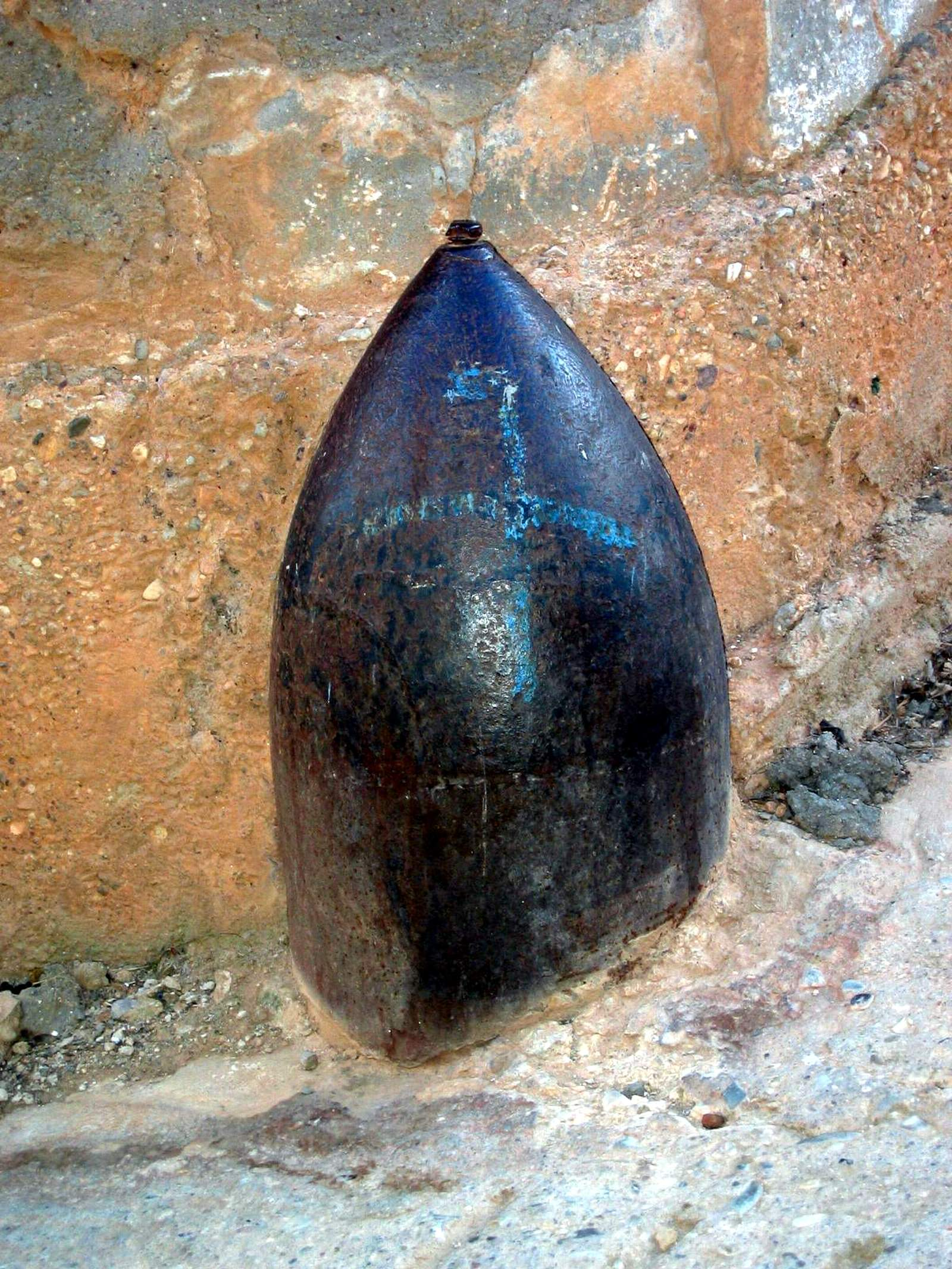
Detalle de carcasa de bomba caída durante el bombardeo de Torrebaja, de 26 de noviembre de 1938 (2009).

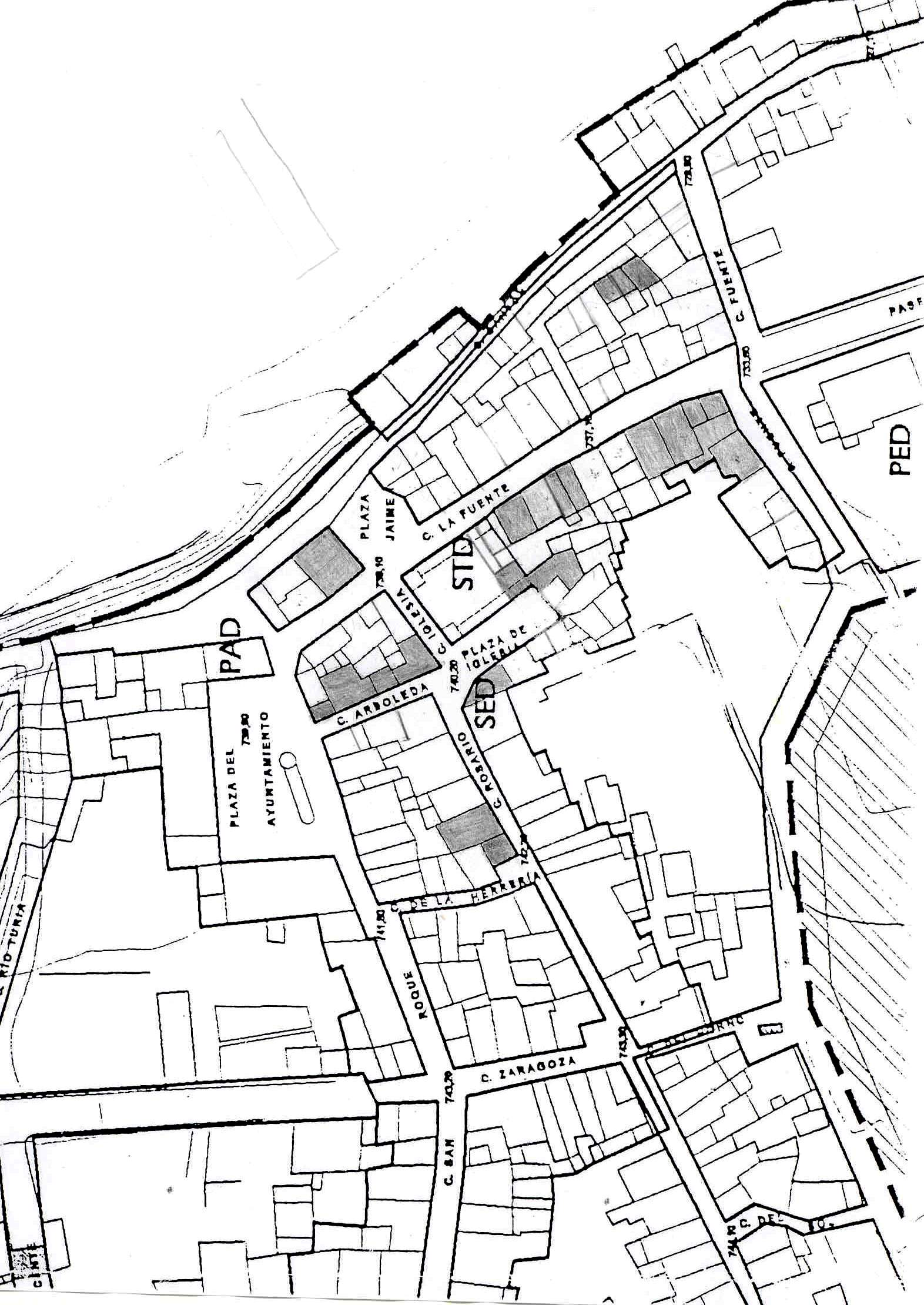
Plano parcial de Torrebaja, con detalle de las viviendas afectadas por el bombardeo del 26 de noviembre de 1938.

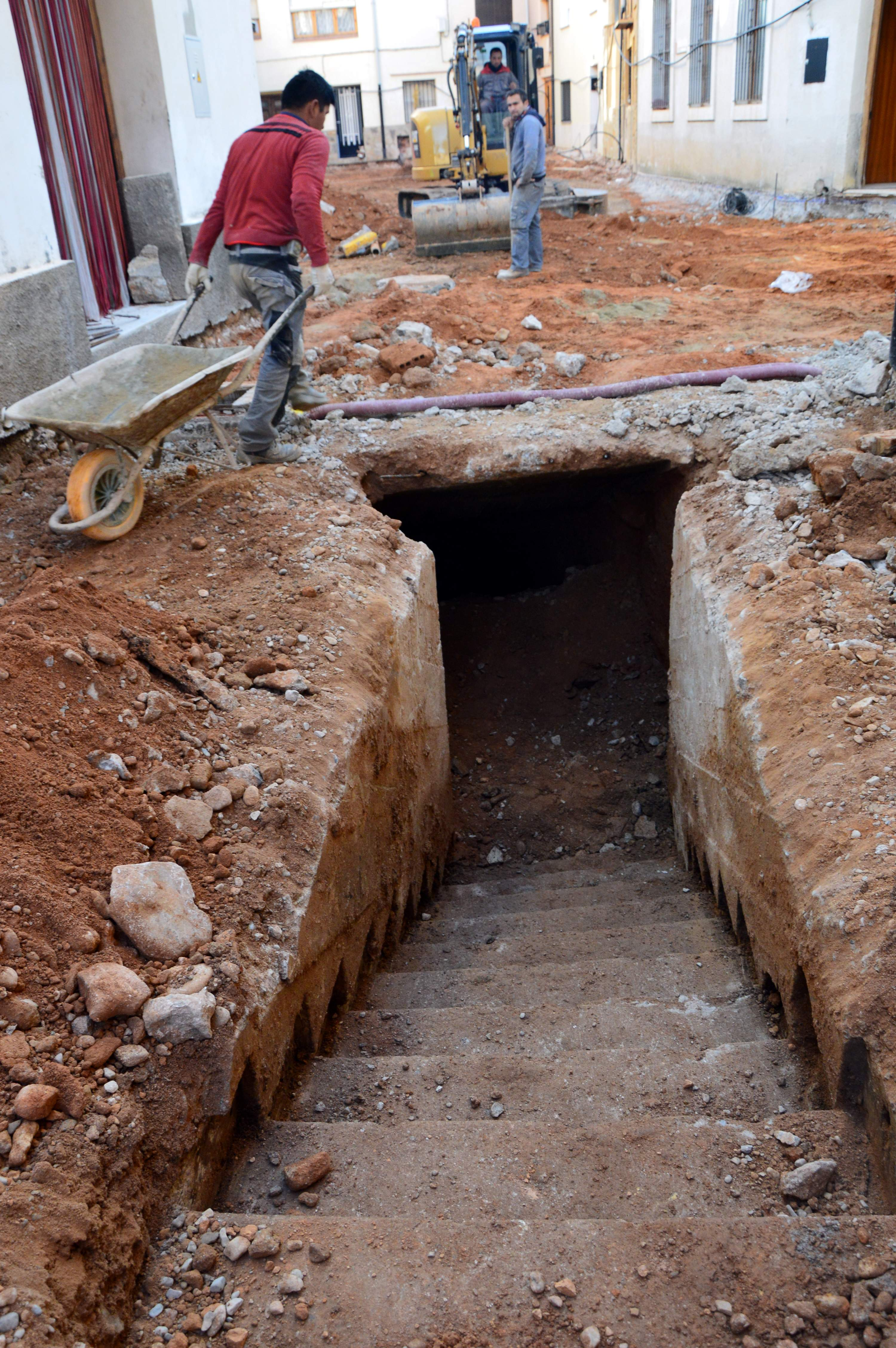
Detalle de la boca de entrada al refugio antiaéreo de la guerra civil (1936-1939), hallado en la calle Arboleda de Torrebaja, durante las obras de pavimentación (2018).

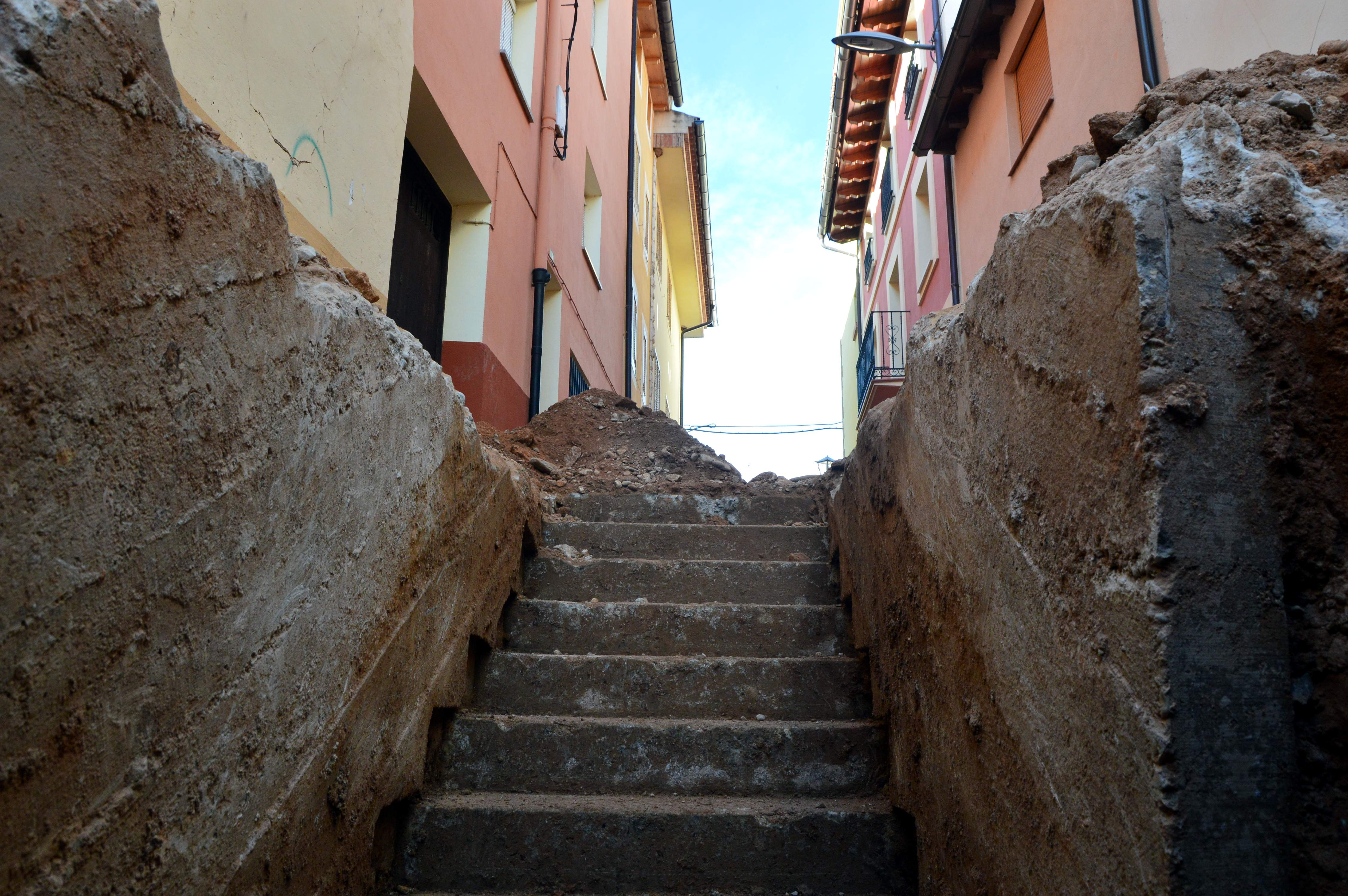
Detalle del acceso al refugio antiaéreo de la guerra civil (1936-1939), descubierto en la calle Arboleda de Torrebaja, durante las obras de pavimentación de la calle (2018).

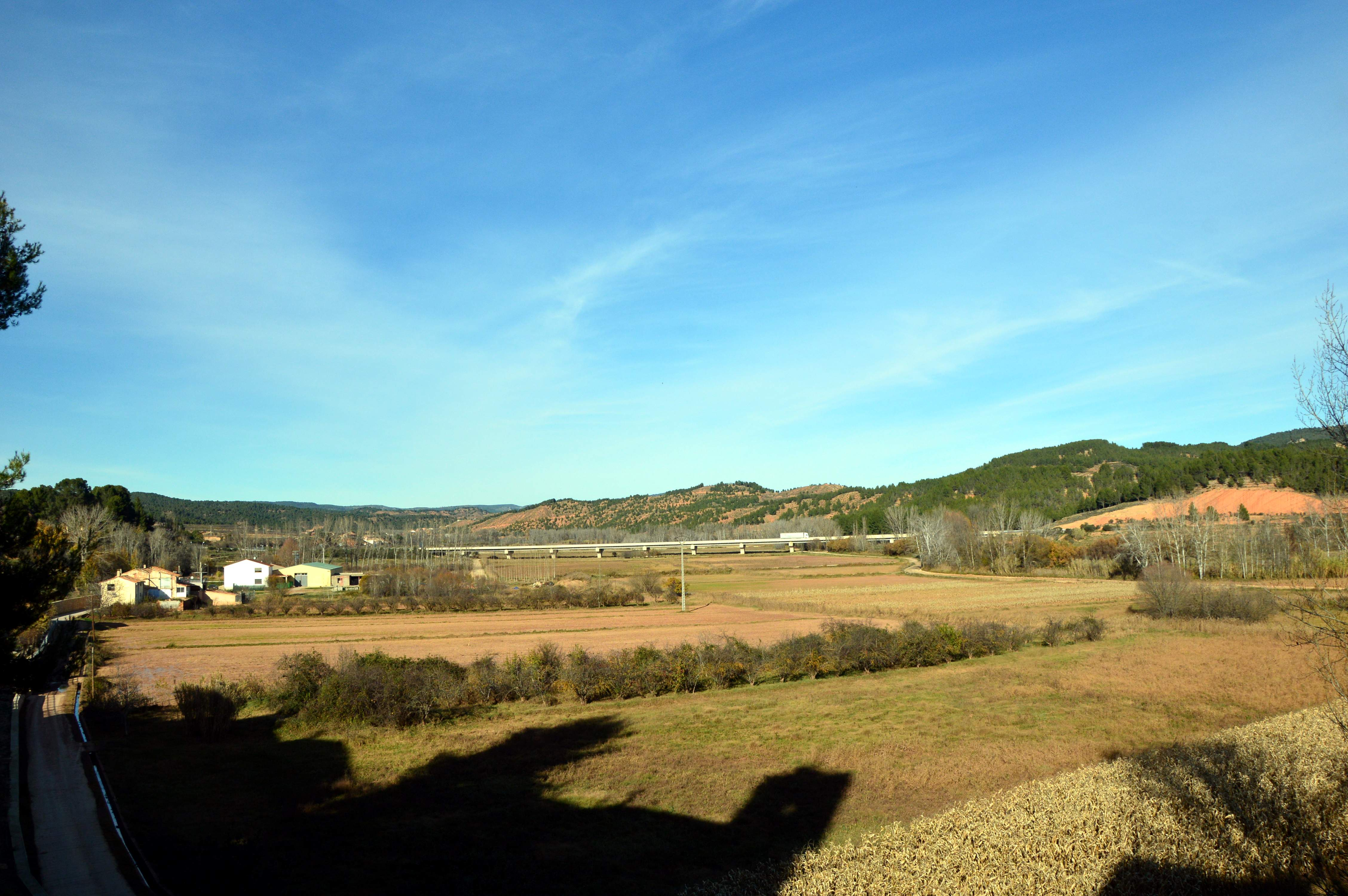
Vista parcial de la vega de Torrebaja, entre la ribera derecha del Turia y la población, donde cayeron una parte de las bombas del bombardeo del 26 de noviembre de 1938 (2018).

El bombardeo afectó a la población civil y militar de la localidad, donde se hallaba instalado en Estado Mayor del XIX Cuerpo de Ejército (Ejército de Levante); se saldó con nueve muertos civiles y un número indeterminado de heridos, siendo desconocido en número de militares fallecidos y/o heridos, supuso también la destrucción total o parcial de veinticuatro viviendas.

## Contexto histórico
Tras el Golpe de Estado en España de julio de 1936, las fuerzas de orden público de Teruel (Guardia Civil y Guardia de Asalto) se adhirieron a la rebelión contra la República (20 de julio), ello supuso el avance de distintas columnas milicianas hacia la capital, en lo que se denominó «guerra de columnas» (julio y agosto de 1936), «sin líneas de frente fijo». Las comarcas meridionales de Teruel, incluidos los pueblos del valenciano Rincón de Ademuz, quedaron bajo control de la República.
Durante el año siguiente, la actividad bélica en el frente de Teruel fue escasa, sin llegar a establecerse líneas de combate continuas.
Las fuerzas republicanas del frente de Teruel no se reorganizaron hasta finales de agosto de 1937, creándose el Ejército de Levante (al mando del coronel Juan Hernández Saravia), integrado por los Cuerpos de Ejército XIII y XIX, «con sus respectivos puestos de mando en Alfambra y Libros, cubriendo los frentes norte y sur de Teruel».
El primer comandante del XIX Cuerpo de Ejército, cuyo mando se estableció en Torrebaja, fue el coronel de infantería Manuel Eixea Vilar, que estuvo al frente del mismo hasta el 13 de noviembre de 1937, en que fue sustituido por el coronel de infantería Joaquín Vidal Munárriz, que ocupó el cargo hasta el fin de guerra (28 de marzo de 1939).
El interés del mando del ejército republicano sobre Teruel no se materializó hasta noviembre de 1937, con motivo de la preparación de la batalla de Teruel. Esta batalla constituyó el mayor alarde bélico de la contienda civil en la zona meridional de la capital, incluidos los pueblos del Rincón de Ademuz, de donde partió la Columna de la izquierda (sur) de las tres Masas de maniobra y una de Reserva, para aquella batalla.
En suma: la importancia táctica y estratégica de Torrebaja se argumenta por su situación geográfica (a 36 km de la capital de Teruel, en el trayecto de la carretera N-420 de Cuenca a Teruel), lo que justifica el establecimiento en la plaza del Estado Mayor del XIX Cuerpo de Ejército, que comprendía oficinas administrativas, estación de comunicaciones (servicio de Transmisiones), almacenes de intendencia, residencia de oficiales y tropa, además de un número considerable de refugiados y  Hospital de Sangre.

## Testimonios del bombardeo
Existen abundantes testimonios sobre el bombardeo de Torrebaja de 26 de noviembre de 1938, aquí se exponen algunos:
- Rosalía Manzano Soriano (1905-1998), hija de Juan Manuel de Ademuz y de Dolores, de Torrebaja. La tarde del bombardeo se hallaba con su hermana Antonia en el solanar, situado en la parte alta de la casa y que daba a los huertos de detrás:

«Al oír el campaneo y las sirenas yo me bajé corriendo a la puerta, a ver qué pasaba... Allí me encontré con Pilar [Esparza Gómez (1916-38)], mi vecina de enfrente, que salía también de su casa. María Pilar estaba muy alterada y preocupada por su madre [...]. Yo intentaba tranquilizarla, diciéndole que no se preocupara, que se habría guarecido en algún sitio, que estuviera tranquila... Pero en ese momento empezaron a caer las bombas... Alguna debió caer entre nuestra casa y la de abajo, que era de mi tío Jesús. Porque vi como la fachada se nos venía encima, por eso fue de entrar dentro... No te puedo decir bien cómo pudo ocurrir aquello, pero de pronto me vi en el hueco de la escalera, junto a mi madre, sepultadas las dos bajo los escombros de la casa.../ El tiempo que estuvimos bajo los cascotes fue algo demasiado horrible para contarlo... A oscuras y llenas de polvo, apenas podíamos respirar, aunque oíamos como hablaba la gente y nos buscaba, levantando los escombros de la casa. Porque enseguida vinieron los vecinos a ver qué había pasado. Y como nos oían gritar empezaron a retirar todo con mucho cuidado, pues parece tenían miedo que cayera el resto de la casa».
Del paisaje, alma del Rincón de Ademuz, Alfredo Sánchez Garzón

- Francisco Verbena Arnalte (1919-2001), hijo de Salvador y de Abelina. Cuando el bombardeo se hallaba en Ademuz, haciendo su servicio militar como voluntario en el parque de Ambulancias. Desde Ademuz se oyó el estrépito que produjeron las bombas al estallar y  de inmediato pasaron los bombardeos por encima de él, «una escuadrilla de nueve aviones trimotores alemanes, tipo junquer». De inmediato notificaron en su unidad que habían bombardeado Torrebaja. Como él era de Torrebaja le concedieron permiso para venir al pueblo, a ver si sus familiares habían sufrido algún daño:

«Salí (corriendo) de Ademuz y monté en un coche que venía en esta dirección. Y al llegar a Torrebaja, un control de Etapas, no me quería dejar pasar, pero les convencí, diciendo que yo era del pueblo y que venía a ver a mi familia. Anduve carretera adelante, lo que me daban las piernas, y al entrar en el pueblo se notaba ya un olor extraño, como de muerte, polvo, humo y fuego, todo junto... Al llegar a la calle de san Roque me puse (de nuevo) a correr, y todo era un gentío que gritaba, lloraba, subía y bajaba. Las ambulancias, los soldados y los animales... La gente con picos, palas y azadas... Al llegar a la Plaza vi hundida la casa de Angelina y todas las de ese lado de la calle Arboleda, hasta el Rincón de la Iglesia. En el momento que llegué a la plaza ya estaban sacando a Angelines, la hija de la casa, aplastada bajo los escombros, y decían que quedaban más. Todavía era de día, aunque ya estaba empezando a oscurecer... Me bajé deprisa a ver cómo estaba mi casa, que se hallaba junto al patio de entrada a la antigua iglesia, y vi que no la habían tirado las bombas. Pero la casa de nuestros vecinos, Juan y Rosa los Serapios, estaba hundida, y decían que se oía gente bajo los escombros. También tiraron la casa de más abajo, que era de mi tío Jesús [Arnalte Gómez]./ Allí mismo, frente a la casa de los Serapios, murió Mª Pilar Esparza, a la que ya se habían llevado cuando llegué; y más abajo, hacia el camino del río, había un montón de gente: soldados, vecinos, ambulancias...».
Del paisaje, alma del Rincón de Ademuz, Alfredo Sánchez Garzón

- Armando León Valero (Torrebaja, 1924), hijo de Justo y de Vicenta. Cuando el bombardeo se hallaba en la zona de Guerrero, adonde había llevado un par de mulos a pastar:

«Yo estaba por allí y los animales pastando, cuando comencé a oír el ruido de los aviones. Eran las primeras horas de la tarde... El murmullo de los motores de los aviones era inconfundible, pues ya habían pasado por aquí otras veces, y todos conocíamos su ronroneo: eran las pavas y venían a bombardear... Enseguida comenzaron a sonar las sirenas y las campanas de la iglesia, [...], pues los puestos de vigilancia que había en Los Molares y otros puntos ya los habían detectado. […] A continuación comenzaron a oírse los estruendos de las bombas... Enseguida vi venir la escuadrilla de bombarderos, pasaron por encima de La Loma y dieron la vuelta... Volaban en grupos de tres, bajo un cielo claro y despejado. Después apareció una columna de humo que salía por detrás de La Loma. Yo dejé los animales y me fui hacia el pueblo, a ver lo que había pasado, porque el ruido venía de allí y también una gran humareda que salía del centro... […] Al parecer las bombas empezaron a caer por el Cardenchal y la parte del Reguero, frente al puente de la Palanca; continuaron por detrás de las casas de la Venta y sobre el Rento, hasta Sangrandonero. Pero otros aviones se dirigieron hacia la parte suroeste del pueblo, atravesándolo en dirección al valle del Ebrón, y tiraron bombas por Encima del Camino, hasta La Loma. Cuando llegué al río de Castiel ya había terminado el bombardeo, pero comencé a ver sus efectos. Había muchos cuerpos por el suelo; unos heridos y otros muertos y destrozados. Los soldados y camilleros cargaban en las camillas a los heridos y recogían los muertos. En medio del camino había vehículos volcados, entre ellos un Ford Galgo que conducía Cayetano Gómez, el de la posada de la Cayetana. […] Los vecinos también ayudaban en lo que podían, levantando a unos y confortando a otros... Me tropecé con un pie descalzo, descuajado de la pierna por el tobillo, que yacía en el suelo. Entonces avisé a un soldado de los que había por allí, recogiendo heridos y muertos, y el soldado lo replegó con un plato y lo echó en una camilla, donde llevaba otros trozos de muertos...».
Del paisaje, alma del Rincón de Ademuz, Alfredo Sánchez Garzón

- Daniel Aparicio Sánchez (Torrebaja, 1941), hijo de Constantino y de Carmen. Siendo concejal del Ayuntamiento de Torrebaja, esto ya muchos años después de la guerra civil, tuvo que ir a Madrid a cobrar una factura en relación con ciertas obras en el municipio:

«Estuve en el Ministerio de Agricultura, y de allí me mandaron a otras dependencias que estaban en la calle Velázquez, (donde) la Delegación de Hacienda. Cuando me presenté ante la ventanilla, el funcionario que la atendía –un hombre ya mayor, con gafas gruesas- me pidió un documento de identificación y yo le mostré mi DNI. Después de examinarlo me miró, diciendo: ¡Hombre, conque de Torrebaja...! Seguramente habrá oído hablar de los bombardeos que hubo en guerra, aunque usted no habría nacido todavía… Entonces me contó que él iba como comandante de la escuadrilla, cuando bombardearon el pueblo en noviembre de 1938… Que llevaban órdenes de destruir la población, pero que la mayoría de las bombas las tiraron antes de llegar, en las huertas, fuera del pueblo... Aunque alguna dejaron caer dentro, para justificar su misión. Ya que si hubieran dejado caer todas las bombas sobre el pueblo lo habrían deshecho... […] Lo de que tiraron la mayoría de las bombas por el Rento es verdad, porque por toda esa parte de la huerta y detrás de las casas de La Venta donde yo me crié, había muchos agujeros a la altura del canal, boquetes que se llenaban de agua... Sí, hoyos grandes donde crecían las eneas y los juncos. Durante mucho tiempo los agricultores tuvieron miedo de cultivar por allí, por si aparecía alguna bomba sin explotar...».
Del paisaje, alma del Rincón de Ademuz, Alfredo Sánchez Garzón

## Datos del bombardeo
Aunque la población de Torrebaja sufrió varios bombardeos y ataques aéreos a lo largo de la contienda,- el más importante y significativo fue el ocurrido la tarde del 26 de noviembre de 1938.
El ataque aéreo tuvo lugar a primeras horas de la tarde (entre las 15:00 y las 16:00 horas), la escuadrilla de bombardeos (nueve aviones trimotores tipo Junker, popularmente conocidos como «pavas») habían despegado del aeropuerto de Bello (Teruel) y descendieron aguas abajo del Turia. 

### Trayectoria de los bombarderos
Atendiendo a la ubicación de las víctimas humanas y las viviendas destruidas, los bombarderos sobrevolaron la población siguiendo tres líneas imaginarias:
A] Flanco occidental (derecha): entre la calle Arboleda y el callejón del Horno, produciendo daños en la calle del Rosario (viviendas n.º 6 y 8) y en la parte posterior de las viviendas de la margen izquierda de la misma calle (números 21, 23 y 25).
B] Grupo central: fuente de los Pobres (donde cayó al menos una bomba), Casa Grande y la plaza Ramón y Cajal, para dejar caer una serie de proyectiles sobre las viviendas de la calle Arboleda (margen izquierdo), cabecera del templo y fondo de dicha vía (números: 1, 3, 5, 7, 9, 11, 13, 15 y 8). Y sobre las viviendas existentes a la mano derecha de la calle Pedro Arnalte (números: 12, 14, 16, 18, 24, 26, 28, 30 y 32), partida de Bajo las Nogueras y trama final del camino del río Ebrón.
C] Flanco oriental (izquierdo): sector del pueblo entre la vega y el caserío, dejando caer proyectiles que explotaron en la boca oriental del refugio de la Iglesia, y en la margen izquierda de la calle Pedro Arnalte (números: 5, 41, 43 y 45). Continuó por la margen izquierda del camino del río (actual avenida de la Diputación) y el tramo final de la calle Cantón (actual ronda de san Antonio).

### Relación de víctimas civiles
La relación detallada de víctimas civiles se recoge con detalle en el Anexo:
- Antonia Morales Gómez, de 13 años, causa de la muerte: «Heridas por metralla de aviación en tórax/ conmoción visceral/ shock traumático».
- Pilar Esparza Gómez, de 22 años, causa de la muerte: «Heridas de metralla de aviación penetrante en cráneo».
- Santiago Blasco Muñoz, de 62 años, causa de la muerte: «Aplastamiento».
- Ángeles Florentín Soriano, de 10 años, causa de la muerte: «Heridas penetrantes en cráneo, produciendo parálisis inmediata del corazón».
- Joaquina Soriano Valdecebro, de 60 años, causa de la muerte: «Sepultamiento (asfixia)».
- Blanquita Álvaro Arnalte, de 18 meses, causa de la muerte: «Aplastamiento/ metralla de aviación/ piedras».
- Angelina Arnalte Gómez, de 36 años, causa de la muerte: «Herida por metralla de aviación penetrante en cráneo».
- Josefina Yuste Arnalte, de 14 años, causa de la muerte: «Heridas por metralla penetrante en cráneo».
- Francisco Muñoz Sánchez, de 88 años, causa de la muerte: «Herida de metralla penetrante en cráneo y salida de masa encefálica».

Todos los reseñados fueron inhumados en el Cementerio Municipal de Torrebaja.
Durante el bombardeo nació la niña Josefa Marín Sánchez (Torrebaja, 1938), hija de José y de Josefa.

### Relación de daños materiales
Los daños materiales del bombardeo, referidos a edificios total o parcialmente derribados por la aviación fueron los siguientes:
- Calle Arboleda, número de policía: 1, 3, 5, 7, 9, 11, 13, 15 y 8.
- Calle Pedro Arnalte (actual calle Fuente), número de policía: 5, 41, 43, 45, 12, 14, 16, 18, 24, 26, 28, 30 y 32.
- Calle Rosario (entonces, calle de Pablo Iglesias), número de policía: 6 y 8.

La vieja Iglesia Parroquial de Santa Marina  sufrió también importantes daños, hasta el punto de tener que demolerla después de la guerra. Luis Gay Ramos, (1912-1996), técnico de la Dirección General de Regiones Devastadas encargado de la reconstrucción de monumentos histórico-artísticos afectados por la guerra civil, en la «Memoria del proyecto» del nuevo templo escribe:

«Los daños de guerra que sufrió el Templo Parroquial fueron totales pues a parte de su devastación e incautación primero, padeció los impactos directos y los no menos graves de los refugios./ De construcción deficiente aunque no muy antigua, el emplazar un refugio en su subsuelo e inmediaciones ha ocasionado por último su destrucción total, dado que las filtraciones y derrumbamientos interiores provocaron asientos y corrimientos que abrieron precipitadamente las grietas existentes en las bóvedas, desplomaron el muro de fachada y se aceleró la descomposición de sus muros laterales principalmente en las partes bajas y esquinas, haciendo inútiles los refuerzos de unos machones que también por impactos directos se habían derrumbado parcialmente durante la guerra. Todo ello aconsejó derribar lo que quedaba en pie del templo en evitación de desgracias personales, y proceder a su reconstrucción aprovechando el material que se halla en condiciones».
Del paisaje, alma del Rincón de Ademuz, Alfredo Sánchez Garzón

## Población censal y cambios en el callejero
Según el INE, la población censal de Torrebaja en los años treinta y cuarenta osciló entre los 952 habitantes (1930) y los 1007 habitantes (1940) —en el mismo periodo, la población comarcal fue de 10 582 y 10 630 habitantes, respectivamente—. A la población censal cabe añadir los refugiados y desplazados, así como los militares de la plaza.
El domicilio de algunas de las víctimas del bombardeo no se corresponde con el actual, ya que durante la Revolución Española de 1936 algunas de las calles de la localidad fueron cambiadas de nombre: la del Rosario pasó a denominarse «calle de Pablo Iglesias», la de San Roque se denominó «calle Luis de Sirval», y la carretera de Cuenca-Teruel se rebautizó como «avenida de la República».